# Hydropsyche newae
Hydropsyche newae là một loài Trichoptera trong họ Hydropsychidae. Chúng phân bố ở miền Cổ bắc.